# Todoriczene
Todoriczene (bułg. Тодоричене) – wieś w Bułgarii, w obwodzie Łowecz, w gminie Łukowit. Według danych szacunkowych Ujednoliconego Systemu Ewidencji Ludności oraz Usług Administracyjnych dla Ludności, 15 września 2022 roku miejscowość liczyła 425 mieszkańców.

## Zabytki
We wsi znajduje się wielowiekowa i największa w całej gminie Łukowit cerkiew św. Paraskewy, która została odrestaurowany w 2009 roku i otwarta na Święta Wielkanocne w 2010 roku.